# Dehydrogenace
Dehydrogenace je chemická reakce, během které dochází k eliminaci atomu vodíku z organické látky. Je to opačný proces k hydrogenaci. Dehydrogenace se využívá jak v laboratorním měřítku, tak i v průmyslovém rozsahu.